# Абражіївка
Абражіївка (рос. Абражеевка) — село в Чернігівському районі Приморського краю. Належить до поселень Зеленого Клину. Адміністративно підпорядковане Снігурівському сільському поселенню.
Населення, згідно з переписом 2002 року, становило 298 осіб.

## Географія
Село розташоване на автомагістралі, що відходить (між Ляличами і Сибирцевом) на схід від траси «Уссурі» (до перехрестя близько 5 км), на лівому березі річки Снігурівка.
Село розташоване на півдні району. На захід від села протікає річка Іліста. На півночі село омиває річка Вассіанівка, що впадає у Ілісту на північно-західній околиці села.

### Клімат
Клімат різко континентальний - тепле літо (25-30°С) і холодна зима (близько −18 °C).
| Клімат Абражіївки       | Клімат Абражіївки | Клімат Абражіївки | Клімат Абражіївки | Клімат Абражіївки | Клімат Абражіївки | Клімат Абражіївки | Клімат Абражіївки | Клімат Абражіївки | Клімат Абражіївки | Клімат Абражіївки | Клімат Абражіївки | Клімат Абражіївки | Клімат Абражіївки |
| Показник                | Січ.              | Лют.              | Бер.              | Квіт.             | Трав.             | Черв.             | Лип.              | Серп.             | Вер.              | Жовт.             | Лист.             | Груд.             | Рік               |
| Середня температура, °C | −13,1             | −10,3             | −2,5              | 4,4               | 9,6               | 12,9              | 17,3              | 19,5              | 15,3              | 8,2               | −1,3              | −9,5              |                   |
| Днів з опадами          | 2                 | 3                 | 3                 | 6                 | 7                 | 10                | 11                | 10                | 7                 | 5                 | 4                 | 2                 |                   |
| ----------------------- | ----------------- | ----------------- | ----------------- | ----------------- | ----------------- | ----------------- | ----------------- | ----------------- | ----------------- | ----------------- | ----------------- | ----------------- | ----------------- |
| Джерело: www.yr.no      |                   |                   |                   |                   |                   |                   |                   |                   |                   |                   |                   |                   |                   |

### Вулиці
Станов на 2019 рік у селі є такі вулиці:
- провулок Центральний,
- Верхня,
- Полтавська,
- Центральна,
- Клубна,
- Поштова,
- Кузнєчна (Ковальська),
- Совєтська.

## Історія
Українське поселення Далекого Сходу. Засноване українськими колоністами, вихідцями із села Ображіївки Новгород-Сіверського повіту Чернігівської губернії (нині Шосткинського району Сумської області) 1890 року. Відтак тут та сусідніх селах оселилися й представники Ніжинського (Ваганичі) та Суразького (Ляличі) повітів Чернігівської губернії, а також уродженці сіл Подставка, Риморівка, Яцик Полтавської губернії й Конівка Київської губернії. Відомі імена перших поселенців: Вареники Федосій, Максим, Нестор, Іван, Афанасій, Гавриленко Григорій, Калуги Сергій, Прокопій, Комісаров Мойсей, Корж Дмитро, Левченко Кирило, Марченко Парамон, Осипенко Феодосій, Рубани Наум, Петро, Седов Ігнатій, Теотний Василь, Ткач Марко, Снопок Юхим, Носок Афанасій, Чабан Дем'ян, Кимак Матвій, Смішко Пилип, Кравець Агафон, Нестеренко Семен, Данченко Михайло, Мельниченко Роман.
Вибір місця поселення був зроблений за вказівкою начальника переселенського управління. На початку засновники селища влаштували тимчасове житло - барки і розорювали землю. Господарські речі та інвентар деякими переселенцями були привезені з собою з України, а деякі купували тут в селах Ляличі та Іванівка. Ліс на будівлі, худобу та інше купували в найближчих селах Ляличі та Іванівка. З 1900 до 1910 років із села переселилося 15 сімей в різні інші селища Приморської області, у наслідок того, що їм не сподобалася ділянкя. З 1898 по 1910 рр включно прибуло до 70 сімей з України та інших країн Східної Європи. Майже щорічно були повені, які затоплювали ріллі і луки. Проте ніяких заходів боротьби з повенями ніяких не приймалося.
До Першої світової війни село належало до Івановської волості Микольсько-Уссурійського повіту.
У 1908 році була побудована школа головно на кошти місцевих мешканців з деякою допомогою з державної скарбниці. Правдоподібно, у часи українізації школа була переведена на українську мову викладання згідно з постановою Далькрайвиконкому від 3 серпня 1932 року. Проте, зважаючи на те, що на практиці подібні постанови саботувалися, а також швидке згортання українізації у подальші роки, українізація шкіл Чернігівського району особливого ефекту не мала.

## Населення
| Число осіб | Число осіб | Число осіб | Число осіб | Число осіб | Число осіб | Число осіб |
| 1896       | 1900       | 1912       | 1915       | 2002       | 2008       | 2010       |
| ---------- | ---------- | ---------- | ---------- | ---------- | ---------- | ---------- |
| 668        | ▼ 304      | ▲ 668      | ▲ 744      | ▼ 298      | ▼ 211      | ▲ 234      |

### Релігія
На початку 20 століття у селі була церква, збудована на кошти місцевої громади.

### Освіта
У селі є початкова школа з 1-4 класами навчання разом із дитячим садком з різновіковою дошкільною групою.

## Пам'ятки
У селі є пам'ятник загиблим у військових конфліктах часів розпаду Російської імперії (1919-1922) та німецько-радянської війни (1941-1945).
Також на місцевому кладовищі є пам'ятник українському радянському військовику, учаснику Другої світової війни Дементію Чуті.

## Відомі люди
- Чута Дементій Омелянович - український військовик, учасник німецько-радянської війни, командир відділення 1035-го стрілецького полку 280-ї Червонопрапорної Конотопської стрілецької дивізії 60-ї армії Центрального фронту, молодший сержант, Герой Радянського Союзу (1943). Жив і працював тут. Загинув і похований у селі.